# Palazzo Di Chiara
Palazzo Di Chiara è uno dei pochi edifici del quartiere Libertà che si sono salvati dal cosiddetto sacco di Palermo. Il palazzo, voluto come residenza cittadina della famiglia Di Chiara di Alimena e Nicosia, fu fatto costruire da Maria Di Chiara, figlia del noto chirurgo Francesco e madre del politico e giornalista Peppino Maggiore Di Chiara, sul terreno concessole in enfiteusi nel 1893 dal principe di Radalay. Primo ad essere costruito sul lato sinistro di Via Libertà e prospiciente quella che sarebbe divenuta Piazza Castelnuovo, il palazzo venne venduto negli anni '70 del 1900 dai Di Chiara ai principi di Comitini e alla famiglia De Lorenzo.